# Porte de Gênes

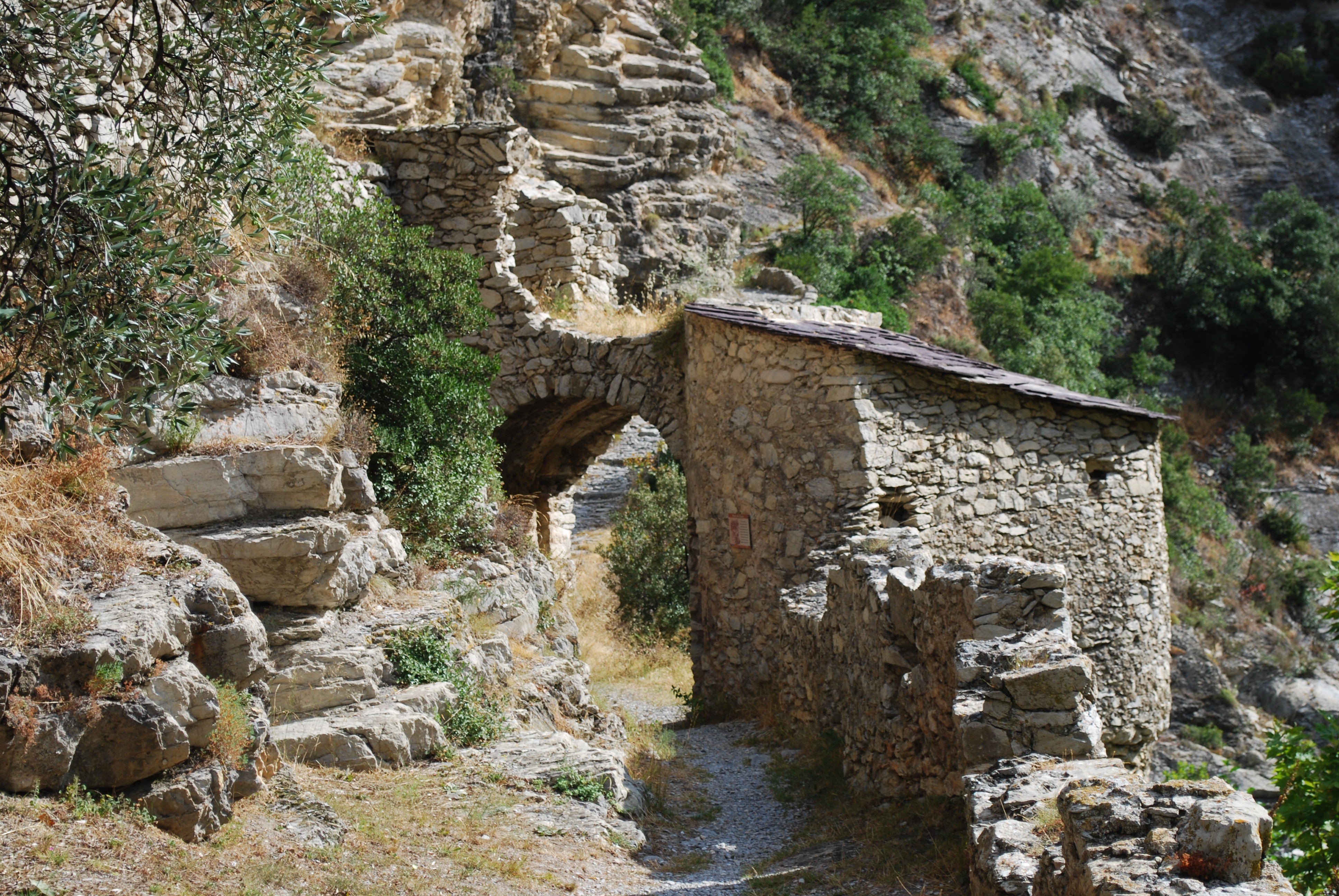
Die Porte de Gênes in Breil-sur-Roya

Die Porte de Gênes („Genueser Tor“, auch als Porte d’Italie bezeichnet, italienisch Porta di Genova) in Breil-sur-Roya, einer französischen Gemeinde im Département Alpes-Maritimes der Region Provence-Alpes-Côte d’Azur, wurde im 11./12. Jahrhundert als Teil der Befestigungsanlage errichtet. 
Im Jahr 1983 wurden die Reste des Stadttors als Monument historique in die Liste der Baudenkmäler (Base Mérimée) in Frankreich aufgenommen.
Über dem runden Bogen des Tores verlief der Wehrgang, der mit Steinplatten gedeckt war.